# Giro d’Italia
A Giro d’Italia a második legrangosabb kerékpáros körverseny a Tour de France után, amelyet évente rendeznek meg. A kerekesek három héten keresztül járják be elsősorban Olaszországot, de környező, sőt távolabbi országokat is érinthetnek (például 2012-ben Dániából indultak). Az egyes etapok különbözőek, vannak sík szakaszok sprinthajrával és hegyi szakaszok sprinthajrával vagy hegyi befutóval, illetve csapat- és egyéni időfutamok is.
A Tour de France-szal és Vuelta ciclista a Españával együtt része a kerékpárosok legtekintélyesebb háromhetes versenyeinek, a Grand Tournak.

## Története
Az első versenyt 1909-ben rendezték a La Gazzetta dello Sport sportújság szervezésében, jelenleg ezt a feladatot az RCS Sport társaság végzi. A versenyt 1909 óta minden évben megrendezték, kivéve a két világháború alatt. Kezdetben szinte csak olaszok versenyeztek, de a verseny népszerűségének és elismerésének növekedéseként a mezőnyben az egész világról jelentek meg kerékpárosok. A körverseny a UCI World Tour része.

## Lebonyolítás
A Tour de France-szal (francia körverseny) és a Vuelta a Españával (spanyol körverseny) együtt a Giro d’Italia egyike a három nagy körversenynek (Grand Tour, GT), amelyek a Nemzetközi Kerékpáros-szövetség (UCI) versenynaptárában is szerepelnek.
A Giro rendezője az RCS Sport, amely többek között olyan híres rendezvények szervezője is, mint például a Milánói maraton.
Rendszerint május végén, június elején rendezik meg. Míg az útvonal minden évben más, a verseny felépítése nem változik: legalább két időfutamot tartalmaz, illetve áthaladnak az Alpokon, beleértve a Dolomitokat is. Hasonlóan a többi Grand Tour versenyhez a Giro is 21 szakaszból áll, amit 23 nap alatt teljesítenek (két pihenőnap van).

### A Giro rajt/cél helyszínei
Közel fél évszázadig, a verseny Milánó városából rajtolt és ért célba, a város, ahol a Gazzetta dello Sport székhelye van. 1911-ben kivételt téve a Giro Róma városából indult és ide is ért célba, Itália egyesítésének 50. évfordulójára. A kivétellel a milánói rajt és cél a Giro d'Italia szabványa volt. Az 1960-as évek óta azonban az indulás helye minden évben megváltozott. a cél olyan városokba látogatott el, mint Verona, Brescia, Trieszt, Torino és Róma.

#### Külföldi rajtok
A Giro d’Italia ( La Grande Partenza ) kezdete jelentős esemény, és a városok jelentős beruházásokra számítanak, remélve, hogy megtérítik a turizmus, az expozíció és egyéb előnyök költségeit. Rengeteg külföldi város részese kíván lenni a versenynek. Az első 47 kiírás során a verseny mindig Olaszországból rajtolt. 1965-ben volt az első külföldi kezdete a Gironak, San Marinóból. Az Olaszországon kívüli rajt helyszínei:
- 1965: San Marino, San Marino
- 1966: Monte-Carlo, Monaco
- 1973: Verviers, Belgium
- 1975: Róma, Vatikán
- 1996: Athén, Görögország
- 1998: Nizza, Franciaország
- 2002: Groningen, Hollandia
- 2006: Seraing, Belgium
- 2010: Amszterdam, Hollandia
- 2012: Herning, Dánia
- 2014: Belfast, Egyesült Királyság
- 2016: Apeldoorn, Hollandia
- 2018: Jeruzsálem, Izrael
- 2022: Budapest, Magyarország

## Értékelések
Minden szakasz idejét mérik, a célba érkezés után a versenyzők idejét hozzáadják az előző szakaszidejeikhez. Aki a legrövidebb idő alatt teljesítette az addigi versenyt, az vezet és veheti fel a rózsaszín trikót. Ugyan a legnagyobb figyelem az összetettért folytatott harcot kíséri, vannak más versenyek is: a pontverseny a sprintereknek, a hegyi verseny a hegyimenőknek, a fiatalok versenye a 25 éven aluliaknak, illetve a csapatverseny. Minden csapatban néhány kerékpáros célja megnyerni az összetett versenyt, de vannak más versenyek is: pont, hegyi és a fiatalok versenye. A legrégebbi természetesen az összetett. Az ezen versenyek élén állók más-más színű trikót viselnek. Ha valaki több versenyben is vezet, akkor azt a trikót veszi fel, amelyik a legjelentősebb.

### Összetett verseny

Az összetettben vezető trikója

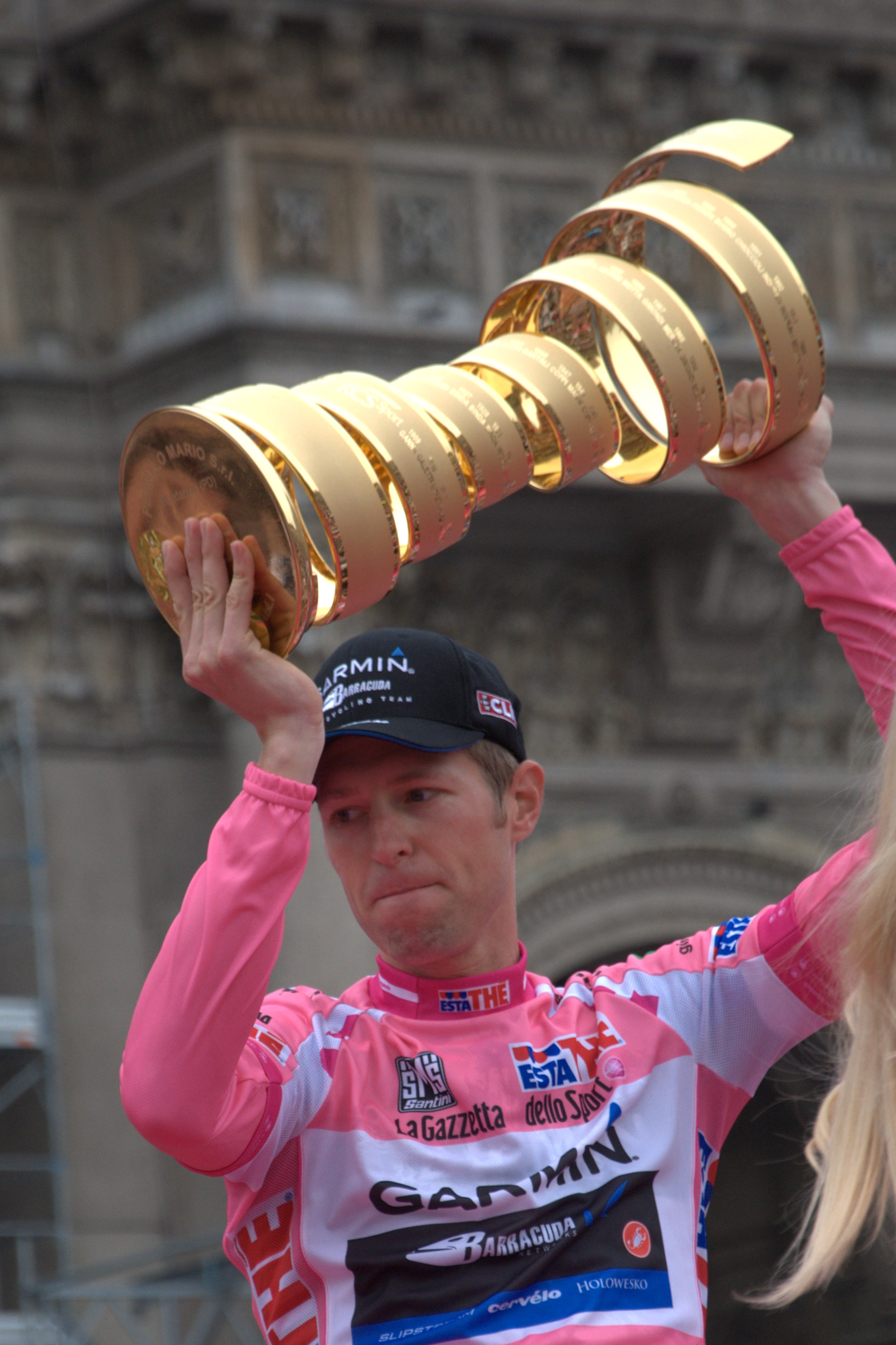
Ryder Hesjedal, a 2012-es Giro d’Italia győztese, a rózsaszín trikóban a győztes trófeával Milánóban

Az összetett verseny a legfontosabb, az élen álló viseli a Maglia rosát, a rózsaszínű trikót. Az eredményt az összesített idő alapján számolják ki: minden szakasz idejét mérik, majd ezeket összeadják, aki a legkisebb idővel rendelkezik, az vezet. Aki az utolsó szakasz után is felöltheti ezt a trikót, az a Giro d’Italia győztese. Minden szakasz végén az élen álló megkapja a trikót, amit a céltelepülés pódiumán adnak át. Ha több versenyt is vezet, akkor azokat a trikókat is megkapja, de a következő nap a rózsaszínt fogja viselni, hiszen az a legfontosabb. A trikó akár minden nap végén gazdát cserélhet.
A trikó színe a versenyt létrehozó olasz sportújságtól, a La Gazzetta dello Sporttól ered, mivel lapjai rózsaszínűek. Először 1931-ben viselték, elsőként Learco Guerra, azóta a Giro jelképévé vált. A versenyzők rendszerint mindent megtesznek azért, hogy a lehető legtovább megtartsák, ezzel népszerűsítve csapatukat és annak szponzorait. Eddig legtöbbször Eddy Merckx viselte, 78 szakaszon keresztül (nem egyhuzamban). A legtöbb győzelem eddig öt volt, ez három embernek is sikerült: Alfredo Bindának, Fausto Coppinak és Eddy Merckxnek.
Az összetett versenyben nem mindig az időt mérték. Az első Girón a szervezők úgy döntöttek, hogy a pontrendszert használnak az időrendszer helyett, az 1904-es Tour de France botránya miatt. Ezen felül azért is választották ezt a rendszert, mert olcsóbb volt a versenyzők helyezéseit számolni, mint mindenki idejét minden szakaszon mérni. Minden etap végén összeadták a versenyzők helyezéseit, és akinek a legkevesebb pontja volt, az vezetett; például ha valaki az első szakaszon a második, a második szakaszon pedig a harmadik helyen végzett, akkor öt pontja volt. A következő évben változtattak a rendszeren: az 51. helytől mindenki 51 pontot kapott, míg az első ötven versenyző pontozása nem változott. Ez a rendszer egészen 1912-ig állt fenn, amikor is a csapatok kerültek középpontba, továbbra is megtartva a pontrendszert. 1913-ban visszatértek az 1911-es rendszerhez. 1914-ben a szervezők ismét változtattak, létrehozták a mai rendszert, ahol a versenyzők szakaszonkénti összideje számít.
Vannak időbónuszok is, első néhány beérkező kap:
| Típus | Típus      | 1.  | 2.  | 3. |
| ----- | ---------- | --- | --- | -- |
|       | Sík befutó | 20" | 12" | 8" |
|       | Részhajrá  | 6"  | 4"  | 2" |

### Hegyi verseny

A hegyi pontverseny trikója

A hegyi pontverseny trikója 2012-ig

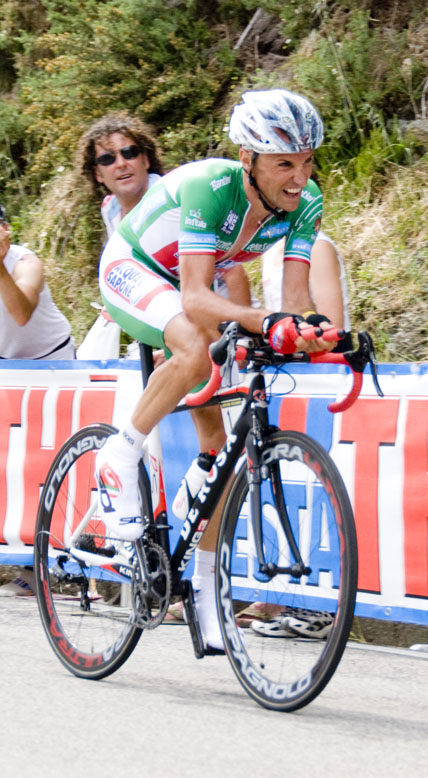
Stefano Garzelli zöld trikóban 2009-ben

A hegyi verseny a második legrégibb verseny a Girón, először az 1933-ban avattak bajnokot, Alfredo Bindát. Legtöbb alkalommal (hétszer) Gino Bartali nyert. A verseny során pontok járnak azért, ha valaki elsőként mászik meg egy jelentős hegyet, de néhány utána lévő is kap pontot, annál kevesebbet, minél hátrább van. A pontok száma attól függően változik, hogy milyen meredek, illetve hosszú egy hegy.
Az 1974-es Giróig nem volt trikója a hegyi versenyt vezetőnek, azonban ebben az évben a szervezők úgy döntöttek, hogy a legjobb hegyimenő zöld trikót kap. Ez egészen 2012-ig így maradt, amikor a verseny szponzora, a Banca Mediolanum további négy évre meghosszabbította a támogatását és kérésére kékre változtatták a zöld trikót.
A Girón négyféle kategóriájú hegy van, a legkönnyebb 4. kategóriától, a legnehezebb 1. kategóriáig. Ezenfelül van még a Cima Coppi, a legmagasabb pont, amit elérnek; ez több pontot ér, mint bármely más 1. kategóriás emelkedő. A pontok elosztása a következő (2014-ben):
| Típus | Típus        | 1. | 2. | 3. | 4. | 5. | 6. | 7. | 8. | 9. |
| ----- | ------------ | -- | -- | -- | -- | -- | -- | -- | -- | -- |
|       | Cima Coppi   | 40 | 28 | 21 | 15 | 10 | 7  | 4  | 2  | 1  |
|       | 1. kategória | 32 | 20 | 14 | 10 | 7  | 4  | 2  | 1  |    |
|       | 2. kategória | 14 | 9  | 6  | 4  | 2  | 1  |    |    |    |
|       | 3. kategória | 7  | 4  | 2  | 1  |    |    |    |    |    |
|       | 4. kategória | 3  | 2  | 1  |    |    |    |    |    |    |

A hegyi trikót az a versenyző viseli, aki a nap elején a legtöbb hegyi ponttal rendelkezik. Ha egy biciklis kettő vagy több kategóriát is vezet, akkor ezt a trikót a második viseli, de a Giro végén az kapja meg, akinek a legtöbb hegyi pontja van. Pontegyenlőség esetén dönt:
- 1. győzelem a Cima Coppin
- 2. megnyert első kategóriás hegyek
- 3. megnyert második kategóriás hegyek
- 4. megnyert harmadik kategóriás hegyek
- 5. megnyert negyedik kategóriás hegyek

Főképp azok a biciklisek, akik se nem jó sprinterek, se nem kifejezetten jó időfutammenők, ezt a típusú versenyt próbálják megnyerni.

### Pontverseny

A pontversenyben élen álló trikója

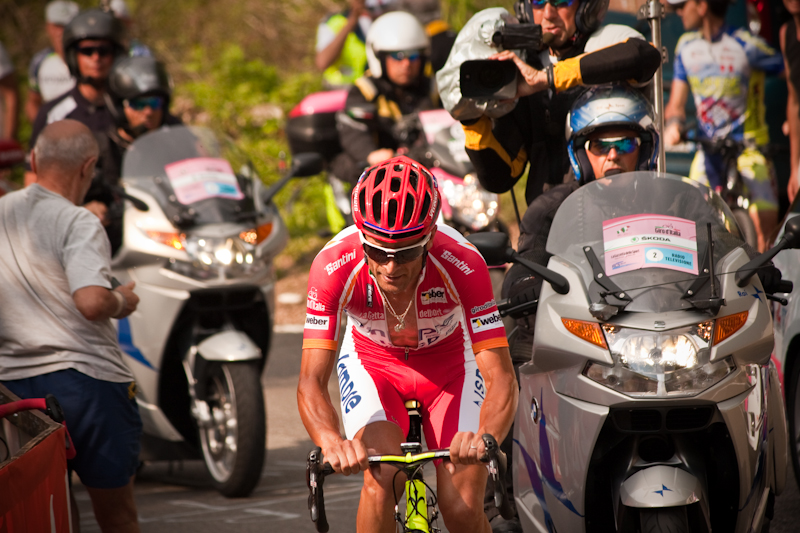
Michele Scarponi viseli a piros trikót a 2011-es Giro d’Italián

A ciklámen trikót 1969 és 2009 között viselte a pontverseny élén álló

A pontverseny a harmadik legrégibb verseny a négy közül, melyekben még ma is avatnak bajnokot. Először 1966-ban rendezték meg, azzal a céllal, hogy több sprintert vonzzon; elsőként Gianni Motta nyert. Pontokat azok a versenyzők kapnak, akik elsőként érnek célba a szakasz végén, vagy részhajrákban (nincs minden szakaszon). Az élen álló az a versenyző, aki a nap elején a legtöbb ponttal rendelkezik; akinek a Giro végén a legtöbb van, az nyeri a pontversenyt. Eddig ketten nyerték meg négyszer is: Francesco Moser és Giuseppe Saronni.
Minden szakaszgyőzelem, a szakasz kategóriájától függetlenül, 25 pontot ér, a második helyezett 20-at, a harmadik 16-ot, a negyedik 14-et, az ötödik 12-t, a hatodik 10-et, innentől minden további eggyel kevesebbet, végül a tizenötödik egyet kap. Ez azt jelenti, hogy nem biztos, hogy egy „igazi” sprinter nyeri meg a pontversenyt. Továbbá egyes szakaszokon van egy vagy több részhajrá is, amikor az első hat leghamarabb beérőt jutalmazzák (8, 6, 4, 3, 2, 1 pont elosztásban). Ezeket a pontokat számolják egy külön versenyhez, a TV versenyhez (Traguardo Volante, vagy "repülő sprinter").
A kiosztott pontok a következők:
| Típus | Típus                | 1. | 2. | 3. | 4. | 5. | 6. | 7. | 8. | 9. | 10. | 11. | 12. | 13. | 14. | 15. |
| ----- | -------------------- | -- | -- | -- | -- | -- | -- | -- | -- | -- | --- | --- | --- | --- | --- | --- |
|       | Cél/ Egyéni időfutam | 25 | 20 | 16 | 14 | 12 | 10 | 9  | 8  | 7  | 6   | 5   | 4   | 3   | 2   | 1   |
|       | Részhajrá            | 8  | 6  | 4  | 3  | 2  | 1  |    |    |    |     |     |     |     |     |     |

Az első évben még nem volt külön trikója a pontverseny élén álló versenyzőnek. 1967-től piros trikót adtak, azonban ezt 1969-ben a ciklámen színű váltotta fel. Ez egészen 2010-ig maradt így, amikor a szervezők visszatértek a piroshoz; a visszatérés oka volt, hogy a három kisebb verseny trikója az olasz zászló három színe legyen.

### Fiatalok versenye

A 25 éven aluliak trikója, a maglia bianca

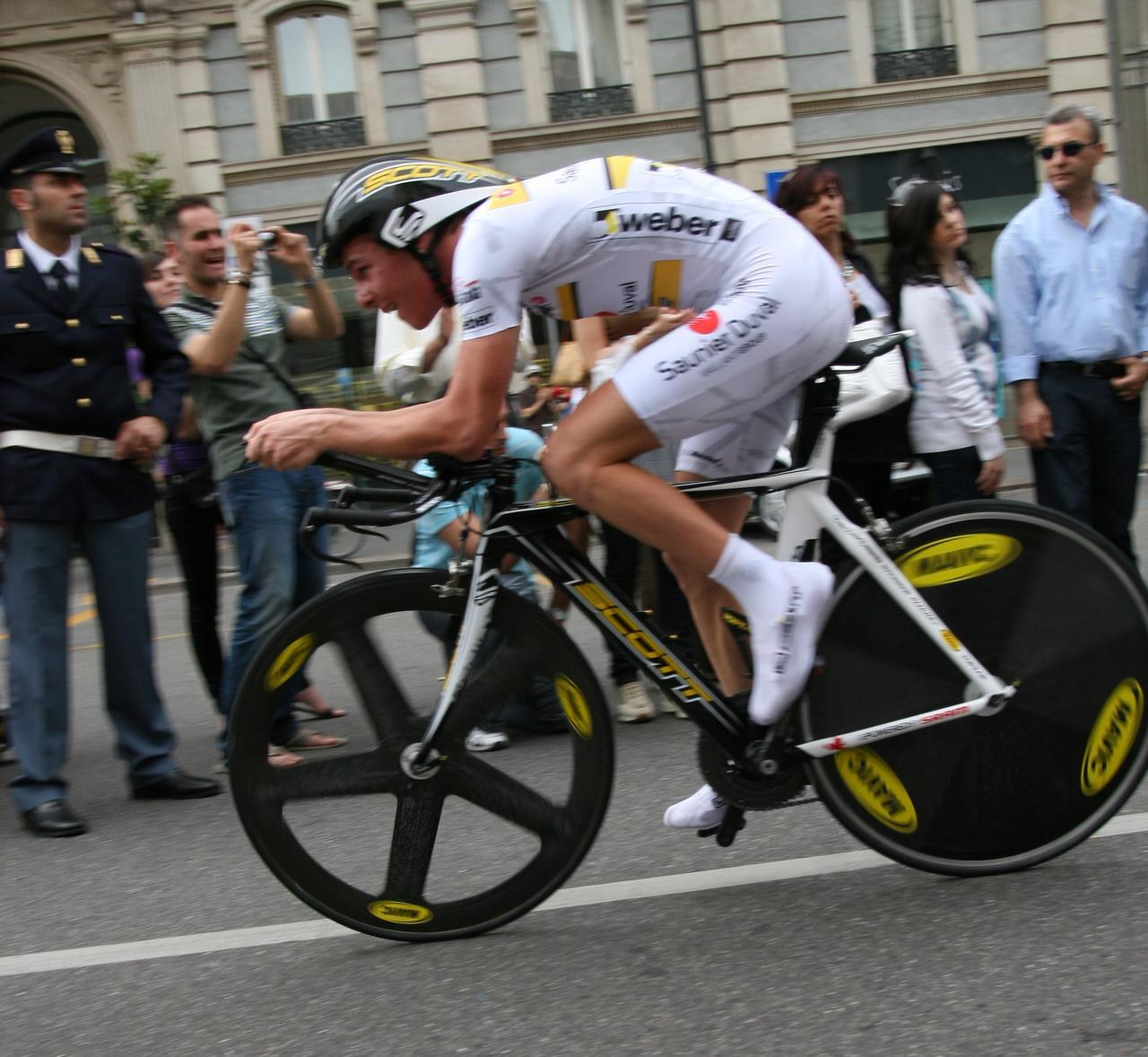
Riccardo Riccò viseli a fehér trikót a 2008-as Giro d’Italia időfutamán

A fiatalok versenyén azok a kerékpárosok vehetnek részt, akik még 25 éven aluliak. A verseny felépítése ugyanolyan, mint az összetetté; minden szakasz idejét mérik, a nap végén összeadják, s a legkisebb idővel rendelkező vezet. Az élen álló fehér trikót visel.
Először az 1976-os Girón avattak ebben a versenyben bajnokot, Alfio Vandit (összetettben a hetedik helyen végzett). 1995-től 2006-ig nem rendezték meg, 2007-ben hozták vissza, azóta minden évben volt. Eddig két embernek sikerült megnyernie a fehér és rózsaszín trikót ugyanabban az évben: Evgeni Berzinnek 1994-ben és Nairo Quintanának 2014-ben. Két kerékpáros tudott kétszer is győzelmet aratni ebben a versenyszámban, Vladimir Poulnikov és Pavel Tonkov.

### Csapatverseny
A Girón kétféle csapatversenyt is rendeznek: a "Trofeo Fast Team"-et (leggyorsabb csapat) és a "Trofeo Super Team"-et (szuper csapat). A régebbi a Trofeo Fast Team, ezt már az első Girón is megrendezték; ekkor az Atala nyerte. Az eredmény ebben a versenyben a következő alapján születik: minden csapat legjobb három kerékpárosának idejét összeadják, s amelyik csapatnak a legkisebb ideje van, az vezet. A versenyt sokáig csak csapatversenynek hívták, amíg 1994-es Giro d’Italiára a szervezők meg nem változtatták Trofeo Fast Teamre.
A Trofeo Super Team első ízben az 1993-as Giro d’Italián szerepelt. A nevét 1994-ben kapta, azóta ezt használják. Elsőként az Ariostea nyerte meg. Ez a verseny egy csapat pontverseny, amelyben az első 20 célba érkező kap pontot (az első húszat, majd helyezésenként eggyel csökken, végül a huszadik egyet); ezek csapatonként összeadódnak, akinek a legtöbb van a végén, az nyer.

### Kisebb versenyek
Más kevésbé ismert versenyeket is rendeznek a Girón, amelyek vezetői nem viselnek különleges trikót. Ezek pontokon alapulnak, amelyeket a három hét alatt gyűjtenek.
Minden tömegrajtos szakaszon van egy részhajrá, a Traguardo Volante, vagy T.V.. A T.V. bónusz másodperceket ad az összetettben, pontjai beleszámítanak a pontversenybe, illetve a T.V. versenybe – a részhajrá pontjai összeadódnak, akinek a legtöbb van, az vezet. Régebben különböző nevei voltak, s korábban időalapú volt. 2013-ban nevezték vissza sprint versennyé, amit ekkor Rafael Andriato nyert meg.
További verseny a Premio della Combattività (legaktívabb versenyző), amely nem a Tour de France piros rajtszámának hasonmása (amelynél azok a kerékpárosok kapnak pontot, akik részt vesznek szökésekben, agresszívek a verseny alatt), hanem egy sokkal kombináltabb verseny, amelynél a célba érkezéskor, a részhajrákkor és a hegyeknél szereznek pontokat. A befutónál az első hat beérkező (6, 5, 4, 3, 2, 1), míg a részhajráknál az első öt (5, 4, 3, 2, 1) kap; a hegyi pontok függnek a kategóriától is: a 3. kategóriásnál csak az első kettő (2, 1), a 2. kategóriásnál az első három (3, 2, 1), az első kategóriásnál, illetve a Cima Coppin az első négy (4, 3, 2, 1) beérkezőt jutalmazzák pontokkal.
Az Azzurri d'Italia verseny hasonló a pontversenyhez, azonban itt csak a befutók számítanak és csak az első három kap pontot (4, 2, 1). Legtöbbször Mark Cavendish nyerte meg.
A Trofeo Fuga Pinarello verseny jobban hasonlít a hagyományos legaktívabb versenyzőhöz; azok a szökevények kapnak pontot, akik legfeljebb 10 fős csoportban, legalább 5 km távolságban vannak; amennyi km-t megtesznek, annyi pontot kapnak.
A csapatoknak adnak büntetőpontokat is kisebb technikai szabálytalanságokért; ez a Fair Play verseny, amelyet az nyeri, akinek a legkevesebb van a végén. 6 kategória van:
- figyelmeztetés: 0,5 pont
- bírság: 1 pont/10 svájci frank
- időbüntetés: 2 pont/másodperc
- feloldás: 100 pont
- kizárás: 1000 pont
- pozitív doppingteszt: 2000 pont

Pl.: 2013-ban a Cannondale nyert, ugyanis csupán 20 pontot gyűjtött össze.

### Megszűnt versenyek

A fekete trikó

A kék trikót 1988-ban és 2006-ban a kombinációs verseny, 1989-től 2005-ig az intergirót vezető, 2012 óta a legjobb hegyimenő viseli

1946-ban jelent meg a fekete trikó (maglia nera), amelyet az a versenyző viselhette, aki az utolsó helyen állt az összetettben. Néha szándékosan vesztettek el időt azért, hogy utolsó helyen állhassanak, és viselhessék a fekete trikót. Azonban a verseny rövid életű volt, utoljára 1951-ben rendezték meg. Elsőként Luigi Malabrocca nyerte meg, egyedüliként kétszer is "sikerült" neki (1946-ban és 1947-ben); utolsójára pedig Giovanni Pinarello győzedelmeskedett.
Az intergiro versenyben 1989-től avattak elsőként bajnokot, Jure Pavličot. Minden szakaszon volt egy pont (kb. középen) ameddig mérték a versenyzők idejét; ezeket aztán összeadták, s az vezetett, aki a legkevesebb idővel rendelkezett. Az élen álló kék trikót viselt. Utoljára 2005-ben rendezték meg, amikor Stefano Zanini aratott győzelmet. Legtöbbször, háromszor Fabrizio Guidi nyert (1996, 1999, 2000).
Az 1985-ös Giro d’Italián avattak először bajnokot a kombinációs versenyen, melyet ekkor Urs Freuler nyert meg. A verseny az összetett, a pont-, a hegyi versenyből és a részhajrákból számolják. Az első 15 kerékpáros kap pontot mind a négy kategóriában az etap végén (az első tizenötöt, a tizenötödik egyet), így egy nap akár 60 pont is összegyűjthető. 1988 után a verseny nem folytatódott, csupán 2006-ban tért vissza, amikor Paolo Savoldelli aratott győzelmet; a következő évtől ismét nem rendezték meg. 1988-ban és 2006-ban is kék trikót viselt az élen álló.

## Rekordok

### Legtöbb összetett győzelem
| Össz. | Versenyző        | Ország        | Évek                                     |
| ----- | ---------------- | ------------- | ---------------------------------------- |
| 5     | Alfredo Binda    | Olaszország   | 1925, 1927, 1929, 1930, 1931, 1932, 1933 |
| 5     | Fausto Coppi     | Olaszország   | 1940, 1947, 1949, 1952, 1953             |
| 5     | Eddy Merckx      | Belgium       | 1968, 1970, 1972, 1973, 1974             |
| 3     | Giovanni Brunero | Olaszország   | 1921, 1922, 1926                         |
| 3     | Gino Bartali     | Olaszország   | 1936, 1937, 1946                         |
| 3     | Fiorenzo Magni   | Olaszország   | 1948, 1951, 1955                         |
| 3     | Felice Gimondi   | Olaszország   | 1967, 1969, 1976                         |
| 3     | Bernard Hinault  | Franciaország | 1980, 1982, 1985                         |

A legtöbbször második helyen végzett versenyzők
- Gino Bartali (4×)
- Italo Zilioli (3×)
- Francesco Moser

#### Győztesek nemzetek szerint
|   | Nemzet             | Győzelmek | Legtöbb győzelem                                     | Legutóbbi győzelem      |
| - | ------------------ | --------- | ---------------------------------------------------- | ----------------------- |
| 1 | Olaszország        | 69        | Alfredo Binda, Fausto Coppi (5)                      | Vincenzo Nibali (2014)  |
| 2 | Belgium            | 7         | Eddy Merckx (5)                                      | Johan De Muynck (1978)  |
| 3 | Franciaország      | 6         | Bernard Hinault (3)                                  | Laurent Fignon (1989)   |
| 4 | Spanyolország      | 4         | Miguel Indurain, Alberto Contador (2)                | Alberto Contador (2015) |
| 5 | Svájc              | 3         | Hugo Koblet, Carlo Clerici, Tony Rominger (1)        | Tony Rominger (1995)    |
| 5 | Oroszország        | 3         | Jevgenyij Berzin, Pavel Tonkov, Gyenyisz Menysov (1) | Gyenyisz Menysov (2009) |
| 7 | Luxemburg          | 2         | Charly Gaul (1)                                      | Charly Gaul (1959)      |
| 7 | Kolumbia           | 2         | Nairo Quintana, Egan Bernal (1)                      | Egan Bernal (2021)      |
| 9 | Svédország         | 1         | Gösta Pettersson (1)                                 | Gösta Pettersson (1971) |
| 9 | Írország           | 1         | Stephen Roche (1)                                    | Stephen Roche (1987)    |
| 9 | USA                | 1         | Andrew Hampsten (1)                                  | Andrew Hampsten (1988)  |
| 9 | Kanada             | 1         | Ryder Hesjedal (1)                                   | Ryder Hesjedal (2012)   |
| 9 | Hollandia          | 1         | Jan Janssen (1)                                      | Tom Dumoulin (2017)     |
| 9 | Egyesült Királyság | 1         | Chris Froome (1)                                     | Chris Froome (2018)     |
| 9 | Ecuador            | 1         | Richard Carapaz (1)                                  | Richard Carapaz (2019)  |
| 9 | Ausztrália         | 1         | Jai Hindley (1)                                      | Jai Hindley (2022)      |

### Legtöbb győzelem a pontversenyben
| Össz. | Versenyző           | Ország      | Évek                   |
| ----- | ------------------- | ----------- | ---------------------- |
| 4     | Francesco Moser     | Olaszország | 1976, 1977, 1978, 1982 |
| 4     | Giuseppe Saronni    | Olaszország | 1979, 1980, 1981, 1983 |
| 3     | Roger De Vlaeminck  | Belgium     | 1972, 1974, 1975       |
| 3     | Johan van der Velde | Hollandia   | 1985, 1987, 1988       |
| 3     | Mario Cipollini     | Olaszország | 1993, 1997, 2002       |

### Legtöbb győzelem a hegyi pontversenyben
| Össz. | Versenyző          | Ország        | Évek                                     |
| ----- | ------------------ | ------------- | ---------------------------------------- |
| 7     | Gino Bartali       | Olaszország   | 1935, 1936, 1937, 1939, 1940, 1946, 1947 |
| 4     | José Manuel Fuente | Spanyolország | 1971, 1972, 1973, 1974                   |
| 3     | Fausto Coppi       | Olaszország   | 1949, 1949, 1954                         |
| 3     | Franco Bitossi     | Olaszország   | 1964, 1965, 1966                         |
| 3     | Claudio Bortolotto | Olaszország   | 1979, 1980, 1981                         |
| 3     | Claudio Chiappucci | Olaszország   | 1990, 1992, 1993                         |

### Legtöbb győzelem a fiatalok versenyében
| Össz. | Versenyző           | Ország      | Évek       |
| ----- | ------------------- | ----------- | ---------- |
| 2     | Vlagyimir Poulnikov | Szovjetunió | 1989, 1990 |
| 2     | Pavel Tonkov        | Oroszország | 1992, 1993 |
| 2     | Bob Jungels         | Luxemburg   | 2016, 2017 |
| 2     | Miguel Ángel López  | Kolumbia    | 2018, 2019 |

### Legtöbb szakaszgyőzelem
| Össz. | Versenyző           | Ország      |
| ----- | ------------------- | ----------- |
| 42    | Mario Cipollini     | Olaszország |
| 41    | Alfredo Binda       | Olaszország |
| 31    | Learco Guerra       | Olaszország |
| 30    | Costante Girardengo | Olaszország |
| 25    | Eddy Merckx         | Belgium     |
| 24    | Giuseppe Saronni    | Olaszország |
| 23    | Francesco Moser     | Olaszország |
| 22    | Roger De Vlaeminck  | Belgium     |
| 22    | Alessandro Petacchi | Olaszország |

a félszakaszokat is beleértve

### Legtöbb részvétel
| Össz. | Versenyző                                                            | Ország      |
| ----- | -------------------------------------------------------------------- | ----------- |
| 18    | Wladimiro Panizza (kétszer feladta a versenyt)                       | Olaszország |
| 16    | Franco Bitossi (négyszer feladta a versenyt)                         | Olaszország |
| 16    | Pierino Gavazzi (kétszer feladta a versenyt)                         | Olaszország |
| 16    | Roberto Conti (kétszer feladta a versenyt)                           | Olaszország |
| 15    | Roberto Poggiali (egyszer feladta a versenyt)                        | Olaszország |
| 15    | Gilberto Simoni (2-szeres girogyőztes, háromszor feladta a versenyt) | Olaszország |
| 15    | Andrea Noè (egyszer feladta a versenyt)                              | Olaszország |

### Legkisebb időkülönbségű összetett győzelem
| Időkülönbség | Év   | Győztes – második                      |
| ------------ | ---- | -------------------------------------- |
| 11"          | 1948 | Fiorenzo Magni – Ezio Cecchi           |
| 12"          | 1974 | Eddy Merckx – Gianbattista Baronchelli |
| 13"          | 1955 | Fiorenzo Magni – Fausto Coppi          |
| 16"          | 2012 | Ryder Hesjedal – Joaquim Rodríguez     |
| 19"          | 1957 | Gastone Nencini – Louison Bobet        |
| 19"          | 1976 | Felice Gimondi – Johan De Muynck       |
| 28"          | 1960 | Jacques Anquetil – Gastone Nencini     |
| 28"          | 2005 | Paolo Savoldelli – Gilberto Simoni     |

## Fordítás
Ez a szócikk részben vagy egészben  a   Giro d'Italia című angol Wikipédia-szócikk fordításán alapul.  Az eredeti cikk szerkesztőit annak laptörténete sorolja fel. Ez a jelzés csupán a megfogalmazás eredetét és a szerzői jogokat jelzi, nem szolgál a cikkben szereplő információk forrásmegjelöléseként.